# 1540

## Родени
- Френсис Дрейк, английски мореплавател
- Франсоа Виет, Френски математик

## Починали
- 28 юли – Томас Кромуел, английски държавник
- 24 август – Пармиджанино, италиански художник